# Mas de la Batalla
El Mas de la Batalla és un mas situat al municipi de Rodonyà, a la comarca catalana de l'Alt Camp.